# Joyo
Joyo (城陽市 -shi) é uma cidade japonesa localizada na província de Quioto.
Em 2003 a cidade tinha uma população estimada em 83 188 habitantes e uma densidade populacional de 2 540,09 h/km². Tem uma área total de 32,75 km².
Recebeu o estatuto de cidade a 3 de Maio de 1972.